# Pniarek brzozowy

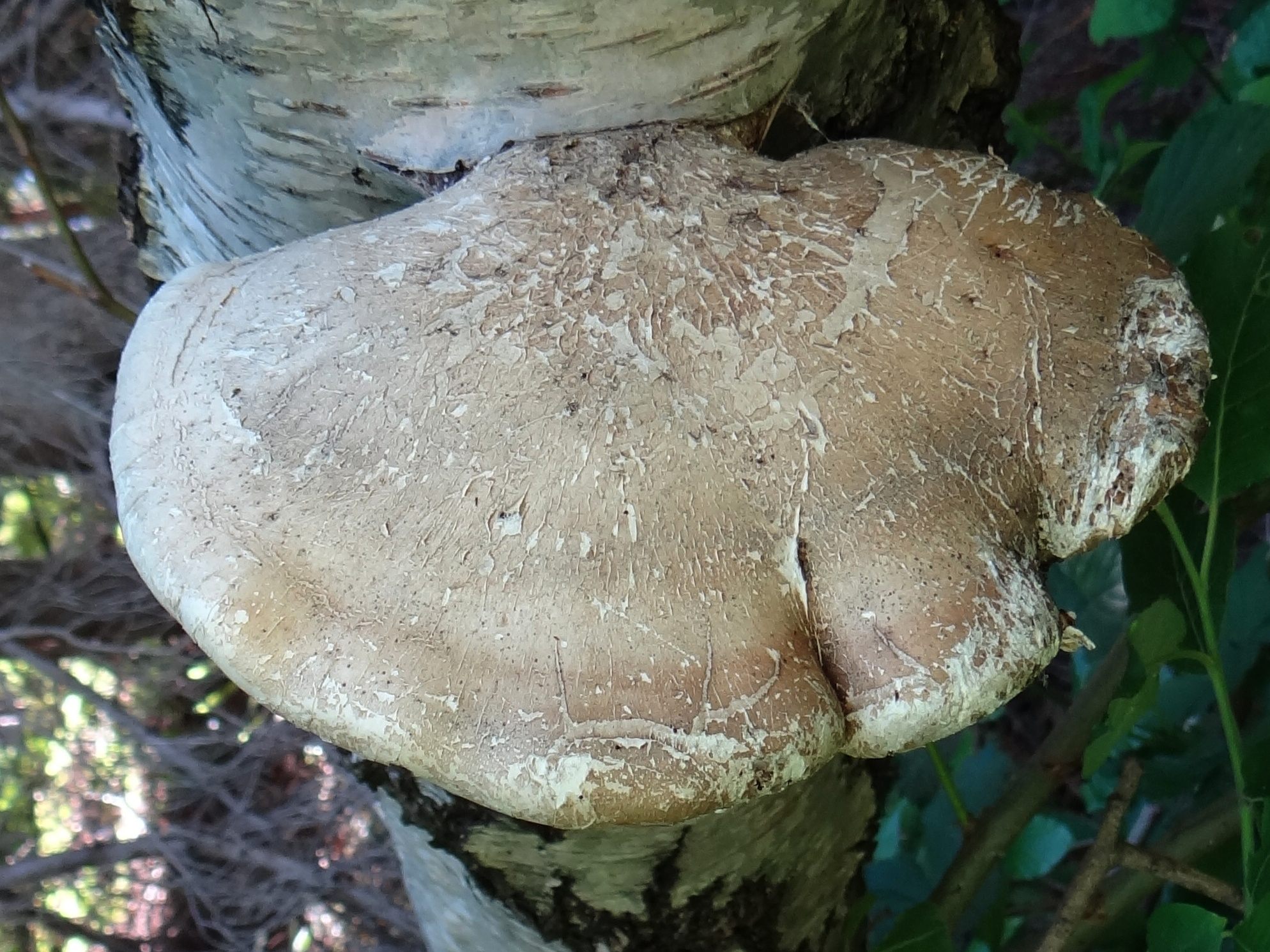

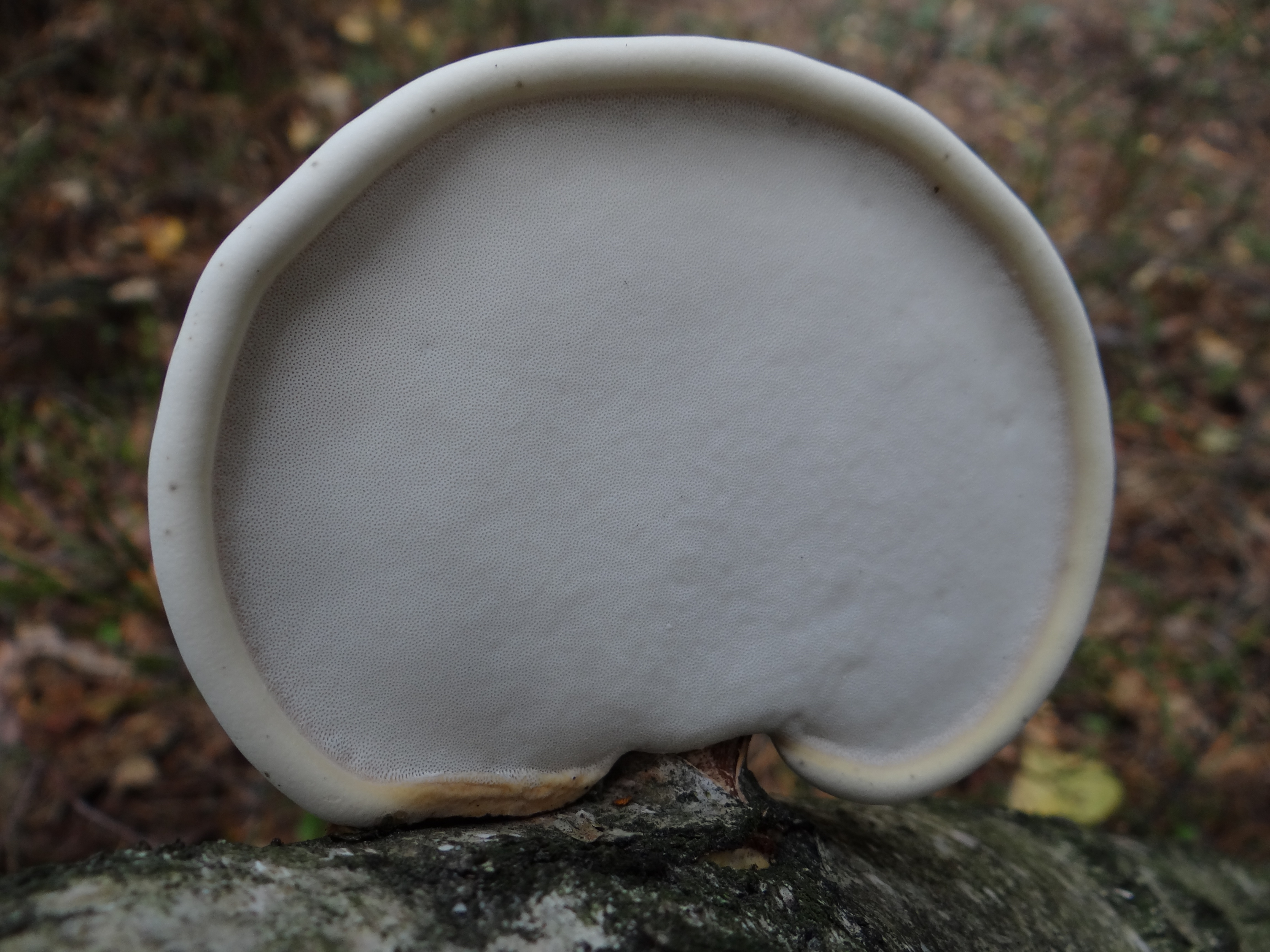
Hymenofor pniarka brzozowego

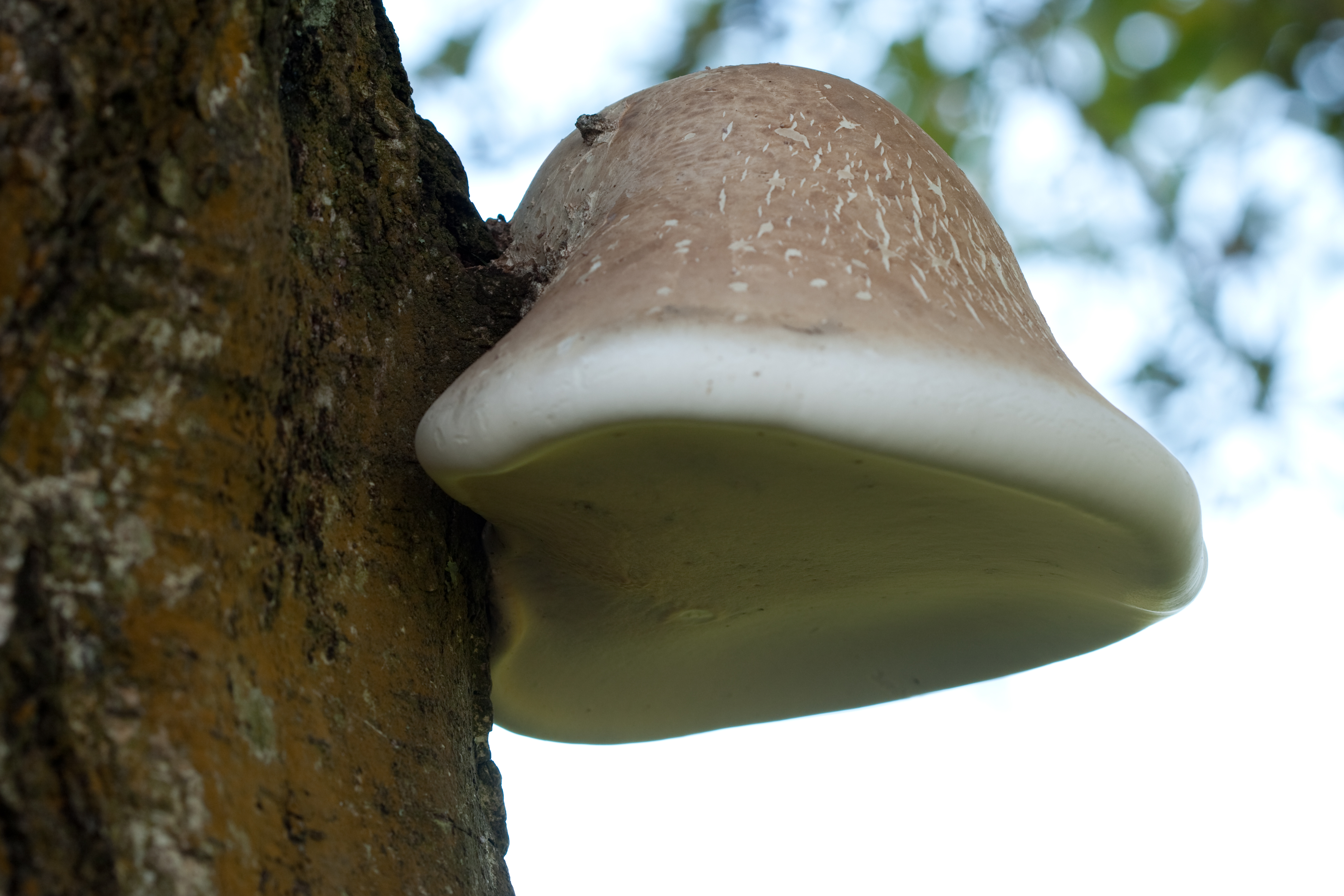

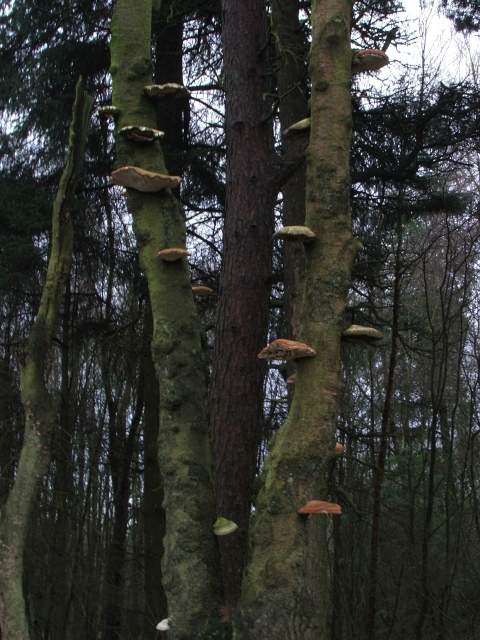
Często rośnie na dużej wysokości

Pniarek brzozowy (Fomitopsis betulina (Bull.) B.K. Cui, M.L. Han & Y.C. Dai) – gatunek grzybów z rodziny pniarkowatych (Fomitopsidaceae).

## Systematyka i nazewnictwo
Pozycja w klasyfikacji według Index Fungorum: Formitopsis, Fomitopsidaceae, Polyporales, Incertae sedis, Agaricomycetes, Agaricomycotina, Basidiomycota, Fungi.
Po raz pierwszy takson ten zdiagnozował w 1788 r. Jean Baptiste François Pierre Bulliard, nadając mu nazwę Boletus betulinus. W 2016 r. został przeniesiony do rodzaju pniarek (Fomitopsis). Synonimy naukowe:

- Agarico-pulpa pseudoagaricon Paulet 1793
- Boletus betulinus Bull. 1788
- Boletus suberosus Batsch 1783
- Boletus suberosus Wulfen in Jacquin 1786
- Fomes betulinus (Bull.) Fr. 1890
- Piptoporus betulinus (Bull.) P. Karst. 1881
- Placodes betulinus (Bull.) Quél. 1888
- Polyporus betulinus (Bull.) Fr. 1815
- Ungularia betulina (Bull.) Lázaro Ibiza 1916
- Ungulina betulina (Bull.) Pat. 1900
- Piptoporus betulinus (Bull.) P. Karst. 1881

W 1999 r. Władysław Wojewoda zaproponował nazwę białoporek brzozowy dla nazwy naukowej Piptoporus betulinus. Od 2016 r. nazwa ta była niespójna z nazwą naukową. W 2021 r. Komisja ds. Polskiego Nazewnictwa Grzybów zaproponowała nazwę pniarek brzozowy jako spójną z nazwą naukową. W polskim piśmiennictwie mykologicznym gatunek ten opisywany był też jako huba brzozowa, żagiew brzozowa, porek brzozowy.

## Morfologia
Kapelusz
Owocnik jednoroczny o średnicy 10–30 cm, przyrośnięty bokiem do pnia i w miejscu przyrośnięcia zwężony. Na górnej stronie szarobiaławy do brązowawego, pokryty matową, pękającą i złuszczającą się skórką. Kształt półkulisty lub poduszeczkowaty.
Rurki
Mają długość 1,5–5 (wyjątkowo do 8) mm, u młodych okazów są białe, u starszych słomkowożółte. Pory okrągłe. Rurki dojrzałych owocników łatwo można oddzielić od miąższu kapelusza. Smak cierpki, lekko gorzkawy
Miąższ
Biały, na przekroju jednolicie zwarty, niewłóknisty, łykowaty. Po wyschnięciu staje się korkowaty.
Wysyp zarodników
Biały, nieamyloidalny. Zarodniki cylindryczne i przecinkowate z ostro zakończoną podstawą, o rozmiarach 5–7 × 1,5-2 µm. Mają gładką powierzchnię i zazwyczaj dwie gutule wewnątrz.

## Występowanie i siedlisko
Występuje na całej półkuli północnej. W Polsce wszędzie pospolity.
Młode owocniki rosną od sierpnia do października, obumarłe już okazy można spotkać przez cały rok. Wyrasta wyłącznie na brzozach, dzięki czemu jest łatwo rozróżnialny od innych gatunków. Spotkać go można w lasach, parkach, przy drogach. W lesie rośnie na brzozach często na dużej wysokości. Można go spotkać także poza lasem na drewnie użytkowym, np. na wykonanych z brzozy słupkach, płotach itp. Czasami na jego owocnikach pasożytuje grzyb Hypocrea pulvinata.

## Znaczenie
- Grzyb niejadalny, pasożyt, lub saprotrof, rosnący zarówno na żywych, jak i martwych pniach i gałęziach brzozy. Powoduje brunatną zgniliznę drewna[11]. Drzewo rozłożone przez niego rozpada się w końcu na proszek[8]. Zakażenie żywego drzewa następuje głównie przez rany, często jednak przez wiele lat po zakażeniu grzyb nie rozwija się, gdyż jego wzrost hamują mechanizmy obronne drzewa. Drzemie jednak w drzewie i zaczyna się rozwijać, gdy drzewo zostanie osłabione, np. przez suszę, zacienienie przez inne drzewa itp., lub ścięte[12].
- Grzyb leczniczy. W medycynie ludowej był dawniej używany do tamowania krwawień. Znaleziono go przy szczątkach człowieka lodu z ok. 3300 roku p.n.e[7]. Znajdujące się w nim związki chemiczne wykazują trujące działanie na włosogłówkę (pasożyt układu pokarmowego, również człowieka)[13]. Zawiera kwasy polyporenowe i kwas betulinowy wykazujące działanie bakteriobójcze[14]. W badaniach naukowych potwierdzono, że wyciąg z owocników porka brzozowego wykazuje działanie antynowotworowe – hamuje wzrost komórek nowotworowych[15].
- Związane z nim jest wiele gatunków zwierząt, dla których jest źródłem pokarmu, siedliskiem życia, miejscem rozmnażania itp. W szeroko zakrojonych badaniach naukowych we wschodniej Kanadzie stwierdzono, że związane z tym gatunkiem jest 257 gatunków stawonogów, w tym 172 owadów i 59 roztoczy[16].